# Bahnstrecke Simmern–Gemünden
| |                                                               |                                    |                                    |
| Streckennummer (DB): | 3022                                                          |                                    |                                    |
| Kursbuchstrecke (DB): | 174f (Kursbuch 1938) 271m (Kursbuch 1944) 264b (zuletzt 1963) |                                    |                                    |
| Kursbuchstrecke: | 271m (1946)                                                   |                                    |                                    |
| Streckenlänge: | 14,7 km                                                       |                                    |                                    |
| Spurweite: | 1435 mm (Normalspur)                                          |                                    |                                    |
| |                                                               |                                    |                                    |
| \| \| \| von Boppard \| \| \| \| \| von Hermeskeil \| \| \| \| 0,0 \| Simmern (Hunsrück) \| Simmern (Hunsrück) \| \| \| \| nach Langenlonsheim \| \| \| \| 0,3 \| Straßenunterführung nach Argenthal \| Straßenunterführung nach Argenthal \| \| \| 5,2 \| Feldweg \| Feldweg \| \| \| 5,4 \| Holzbach \| Holzbach \| \| \| 5,7 \| L162 nach Riesweiler \| L162 nach Riesweiler \| \| \| 7,4 \| Bachdurchlass vor Tiefenbach \| Bachdurchlass vor Tiefenbach \| \| \| 8,4 \| Tiefenbacher Viadukt \| Tiefenbacher Viadukt \| \| \| 8,6 \| Tiefenbach (Hunsrück) \| Tiefenbach (Hunsrück) \| \| \| 8,7 \| Tiefenbach Bahnübergang L108 \| Tiefenbach Bahnübergang L108 \| \| \| 10,0 \| Waldweg \| Waldweg \| \| \| 11,5 \| K57 \| K57 \| \| \| 11,9 \| Mengerschied \| Mengerschied \| \| \| 12,3 \| K57 \| K57 \| \| \| 12,4 \| Lametbach \| Lametbach \| \| \| 12,7 \| Soonwaldstraße \| Soonwaldstraße \| \| \| 13,2 \| Mausbach \| Mausbach \| \| \| 14,5 \| Weg nach Ehren \| Weg nach Ehren \| \| \| 14,7 \| Gemünden (Hunsrück) \| Gemünden (Hunsrück) \| \| \| \| \| \| \| Quellen: [4] \| \| \| \| |                                                               |                                    |                                    |
| Strecke (außer Betrieb) |                                                               | von Boppard                        | von Boppard                        |
| Abzweig geradeaus und von rechts (Strecke außer Betrieb) |                                                               | von Hermeskeil                     | von Hermeskeil                     |
| Bahnhof (Strecke außer Betrieb) | 0,0                                                           | Simmern (Hunsrück)                 | Simmern (Hunsrück)                 |
| Abzweig geradeaus und nach links (Strecke außer Betrieb) |                                                               | nach Langenlonsheim                | nach Langenlonsheim                |
| Brücke (Strecke außer Betrieb) | 0,3                                                           | Straßenunterführung nach Argenthal | Straßenunterführung nach Argenthal |
| Brücke (Strecke außer Betrieb) | 5,2                                                           | Feldweg                            | Feldweg                            |
| Haltepunkt / Haltestelle (Strecke außer Betrieb) | 5,4                                                           | Holzbach                           | Holzbach                           |
| Brücke (Strecke außer Betrieb) | 5,7                                                           | L162 nach Riesweiler               | L162 nach Riesweiler               |
| Brücke über Wasserlauf (Strecke außer Betrieb) | 7,4                                                           | Bachdurchlass vor Tiefenbach       | Bachdurchlass vor Tiefenbach       |
| Brücke (Strecke außer Betrieb) | 8,4                                                           | Tiefenbacher Viadukt               | Tiefenbacher Viadukt               |
| Haltepunkt / Haltestelle (Strecke außer Betrieb) | 8,6                                                           | Tiefenbach (Hunsrück)              | Tiefenbach (Hunsrück)              |
| Bahnübergang (Strecke außer Betrieb) | 8,7                                                           | Tiefenbach Bahnübergang L108       | Tiefenbach Bahnübergang L108       |
| Brücke (Strecke außer Betrieb) | 10,0                                                          | Waldweg                            | Waldweg                            |
| Bahnübergang (Strecke außer Betrieb) | 11,5                                                          | K57                                | K57                                |
| Haltepunkt / Haltestelle (Strecke außer Betrieb) | 11,9                                                          | Mengerschied                       | Mengerschied                       |
| Brücke (Strecke außer Betrieb) | 12,3                                                          | K57                                | K57                                |
| Brücke über Wasserlauf (Strecke außer Betrieb) | 12,4                                                          | Lametbach                          | Lametbach                          |
| Brücke (Strecke außer Betrieb) | 12,7                                                          | Soonwaldstraße                     | Soonwaldstraße                     |
| Brücke (Strecke außer Betrieb) | 13,2                                                          | Mausbach                           | Mausbach                           |
| Brücke (Strecke außer Betrieb) | 14,5                                                          | Weg nach Ehren                     | Weg nach Ehren                     |
| Kopfbahnhof Streckenende (Strecke außer Betrieb) | 14,7                                                          | Gemünden (Hunsrück)                | Gemünden (Hunsrück)                |
| |                                                               |                                    |                                    |
| Quellen: |                                                               |                                    |                                    |

Die Bahnstrecke Simmern–Gemünden (Hunsrück) zweigte in Simmern von der Hunsrückbahn und der Hunsrückquerbahn ab und führte nach Gemünden (Hunsrück).

## Geschichte
Noch während die Bahn von Langenlonsheim nach Simmern in Bau war, wurde am 25. März 1888 von Seiten der Bürger Gemündens eine Eingabe zum Bau einer Eisenbahnstrecke gemacht. Bis 1904 erfolgten zwei weitere Petitionen an den preußischen Verkehrsminister. Erst am 30. März 1912 reiste eine Kommission in den Hunsrück, um die Machbarkeit und Notwendigkeit der Strecke zu erkunden. Am 3. Februar 1913 wurde die Strecke in Berlin genehmigt.
Hauptargumente für den Bau der Strecke waren das Erzbergwerk in Tiefenbach, der Holzabbau im Soonwald, Schiefersteinbrüche sowie Tonvorkommen rund um Gemünden.
Trotz des Beginns des Ersten Weltkrieges begannen die Bauarbeiten an der Strecke. Bei den ausführenden Unternehmen B. Liebold & Co. aus Holzminden und Genius aus Boppard wurden Fremdarbeiter aus Italien, russische und französische Kriegsgefangene sowie deutsche Strafgefangene beim Bau eingesetzt.

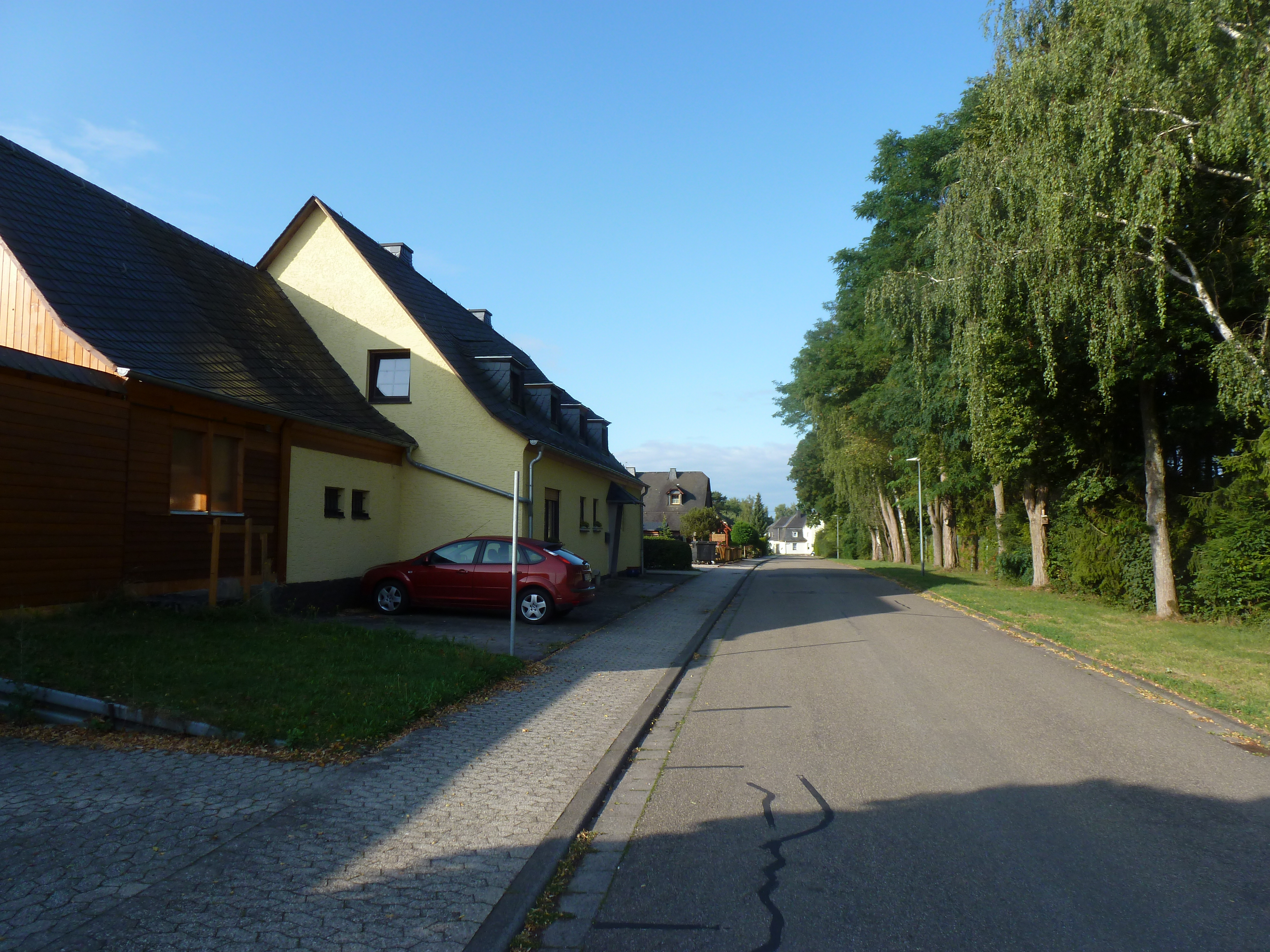
Verbliebenes ehemaliges Stationsgebäude Tiefenbach

Die Arbeiten wurden 1917 eingestellt und nach dem Krieg wieder aufgenommen. Die Teilstrecke Simmern–Holzbach wurde am 16. August 1921 eröffnet. Am 3. Juli 1922 wurde die gesamte Nebenbahnstrecke Simmern–Gemünden in Betrieb genommen. Eine Erweiterung der Stichbahn über das Kellenbachtal nach Simmertal zum Anschluss an die Nahetalbahn war angedacht, wurde aber nie in Angriff genommen.
Bis 1928 wurde im Personenverkehr hier ausschließlich die 4. Klasse angeboten, ab Mitte 1928 auch die 3. Klasse.
Die Strecke blieb im II. Weltkrieg unbeschädigt; 1944 verkehrten vier Zugpaare täglich mit einer Fahrzeit von 29 Minuten. Der Güterverkehr wurde 1959 eingestellt, die Gleise an den Verladerampen wurden 1961 demontiert.
Im Sommer 1963 verkehrten noch drei Schienenbuspaare in nun 35 Minuten, neben fünf zum Teil zeitgleich verkehrenden Buskursen. Am 24. November 1963 endete der Personenzugverkehr. Ab März 1964 bis 1965 erfolgte die Demontage der Schienen.
Verblieben von der Strecke sind Teile des sehr hohe Bahndamms mit Unterführungen sowie die Stationsgebäude in Tiefenbach und Gemünden.
Der Schinderhannes-Radweg kreuzt die ehem. Bahntrasse einmal in Simmern (ehem. Brücke zu Rheinbacher Höfen), zwischen Holzbach und Tiefenbach (frühere Wegunterführung im Tal), beim Ortsteil Layenkaul von Mengerschied (früherer Bahnübergang der K57) und im weiteren Verlauf der K57 in Mengerschied (ehem. Brücke Wildburger Straße). Der Radweg verläuft nie auf der früheren Bahntrasse.